# Brachystelma parvulum
Brachystelma parvulum är en oleanderväxtart som beskrevs av Robert Allen Dyer. Brachystelma parvulum ingår i släktet Brachystelma och familjen oleanderväxter. Inga underarter finns listade i Catalogue of Life.